# São José Basketball
El San José Basketball es un tradicional club de baloncesto de la ciudad de São José dos Campos, en el estado de São Paulo.

## Historia

### Tenis Club San José (Años 80)
San José Basketball surgió en 1948; en esa época era representado por la T.C. San José que montó grandes equipos, con excelentes jugadores como Carioquinha, Zé Geraldo, Nilo y Ubiratan, dirigidos por Edvar Simões. El equipo tuvo su auge en la década de 1980 cuando conquistó el bicampeonato provincial en el bienio 80 y 81, a 1.ª edición de la Copa Brasil de 1981 y fue subcampeón Sudamericano de Clubes. Esos títulos son los de mayor expresión del equipo joseense hasta los días actuales.

### Vuelve a la élite y tricampeonato paulista (2005-2010)
Después de quedar la década del 90 ausente de competiciones oficiales, el equipo joseense volvió a disputar el Paulista el año de 2001, pero fue escariado. La vuelta a la élite aconteció después del subcampeonato del Torneo Nuevo Milenio de 2006, la vacante del Nuevo Milenio fue conquistada con el título de la serie A-2 en 2005. San José se consagró campeón paulista por la tercera vez en su historia al batir el equipo del Paulistano en la final del Paulista de 2009, que ocurrió en enero de 2010. Además de eso, tuvo al armador Fúlvio elegido el jugador del campeonato.
En el NBB 2009-10, San José llegó a los playoffs, en cuartos de final y acabó eliminado por el Flamengo. En 2010, fue eliminado precozmente por el Limeira en los cuartos de final del Campeonato Paulista y vio el sueño del cuarto título irse a pique. En el NBB 2010-11, llegó una vez más a los cuartos, esta vez fue eliminado por el subcampeón Franca.
Las frecuentes eliminaciones hicieron que algunos jugadores campeones paulista fueran negociados y otros acabaron llegando para la temporada 2011-12 como Jefferson, Dedé y Laws.

### Destaque nacional y tetracampeonato paulista (2011-2012)
La temporada 2011-12 fue marcada por el grande destaque nacional que lo San José comenzó a tener nuevamente en el baloncesto brasileño. Primero, hizo una excelente campaña en el Campeonato Paulista 2011, conquistando el subcampeonato. Después, vinieron las buenas presentaciones en el torneo nacional. En la primera fase del NBB, el equipo terminó en la punta de la tabla con 23 victorias y sólo cinco derrotas.
Otra marcas fueron quebradas como la mayor secuencia de victorias del equipo en el torneo nacional. El equipo quedó sin perder por 15 juegos seguidos.
En los playoffs, más tabúes quebrados, por primera vez el equipo inició directo en los cuartos de final y eliminó a Franca al vencer la serie por 3 a 0. Siendo así, el equipo consiguió ir a la semi y batió al Flamengo por 3 a 2 en la serie, conquistando el derecho de jugar la final en la ciudad de Mogi de las Cruces, en São Paulo.
En la final, el equipo enfrentó el experto Brasilia que venció, y San José quedó con el subcampeonato brasileño del NBB.
Aún en 2012, San José Basketball conquistaría el tetracampeonato paulista al batir en la final el equipo del Abetos por 3 X 2.

### Años recientes (2013-presente)
En el NBB 2012-13, San José terminó en 4º lugar al perder con Flamengo por 3 X 2 en la semifinal. En el Campeonato Paulista 2013 el equipo hace una campaña buena en la fase de clasificación quedando en segundo lugar, en los playoffs pierde en los cuartos de final con Franca. En el NBB 2013-14 el equipo nuevamente es eliminada en la semifinal, de esa vez para el Paulistano terminando 3ª. Después del NBB, el equipo sufrió bajas en su elenco como consecuencia de la reducción del presupuesto. Jugadores como Fúlvio, Jefferson y Quezada dejaron el equipo. En el Paulista 2014 hizo una campaña mala, cayendo inmediatamente en los cuartos. En el NBB 2014-15, el equipo quedó en los cuartos de final después de hacer una serie equilibrada contra el Flamengo. Antes del Paulista de 2015 el equipo pasó dificultad financiera y corrió riesgo de concluir sus actividades. Después de una reformulación casi total, el equipo comenzó el campeonato desacreditada, pero llegó hasta a final y en play-off al mejor de tres venció al equipo de Mogi de las Cruces por 2 x 1, consagrándose campeón paulista por la quinta vez en su historia. En el NBB 2015-16, terminó en 14º lugar. Después del NBB el equipo llegó a inscribirse en el Campeonato Paulista de 2015 tras un periodo de indefiniciones, sin embargo, acabó desistiendo por problemas financieros y pidió lincençia de las competiciones oficiales.

## Títulos

### Continentales
★ Subcampeón del Campeonato Sudamericano de Clubes Campeones: 1981.

### Nacionales
★ Campeonato Brasileño: 1981.
★ Subcampeón del Campeonato Brasileño: 2011-12.

### Provinciales
★ Campeonato Paulista: 5 veces (1980, 1981, 2009, 2012 y 2015).
★ Campeonato Paulista - A-2: 2005.
★ Subcampeón del Campeonato Paulista: 2 veces (1952 y 2011).

### Otros torneos
★ Juegos Regionales: 5 veces (2006, 2008, 2009, 2010 y 2011).
★ Juegos Abiertos del Interior: 2 veces (2009 y 2011).
★ Juegos Abiertos Brasileños: 2010.
★ Subcampeón del Toneio Nuevo Milenio: 2006.

## Equipos Anteriores
| São José Basketball |                 |                     |                     |                     |                     |                     |
| Temporada           | Técnico         | Jugadores Titulares | Jugadores Titulares | Jugadores Titulares | Jugadores Titulares | Jugadores Titulares |
| 2008-09             | Régis Marrelli  | Eric Tatu           | Paulo Nery          | Thiago              | Cambio              | Paulão              |
| 2009-10             | Régis Marrelli  | Fúlvio              | Matheus             | Renato              | Wanderson           | Rafael Minero       |
| 2010-11             | Régis Marrelli  | Fúlvio              | Matheus             | Renato              | Rafael Minero       | Murilo              |
| 2011-12             | Régis Marrelli  | Fúlvio              | Andre Laws          | Dedé                | Jefferson           | Murilo              |
| 2012-13             | Régis Marrelli  | Fúlvio              | Andre Laws          | Dedé                | Jefferson           | Murilo              |
| 2013-14             | Zanon           | Manny Quezada       | Andre Laws          | Dedé                | Jefferson           | Caigo Torres        |
| 2014-15             | Zanon           | Valtinho            | Andre Laws          | Dedé                | Jimmy Baxter        | Caigo Torres        |
| 2015-16             | Cristiano Ahmed | Jamaal Smith        | Pedro               | Matheus Dalla       | César               | Renato              |

## Jugadores de baloncesto famosos
- Marcelo Vido
- Edvar Simões
- Carioquinha
- Zé Geraldo
- Ubiratan
- Nilo
- Fúlvio
- Murilo Becker
- Caigo Torres
- Renato Lamas